# 警察音楽隊

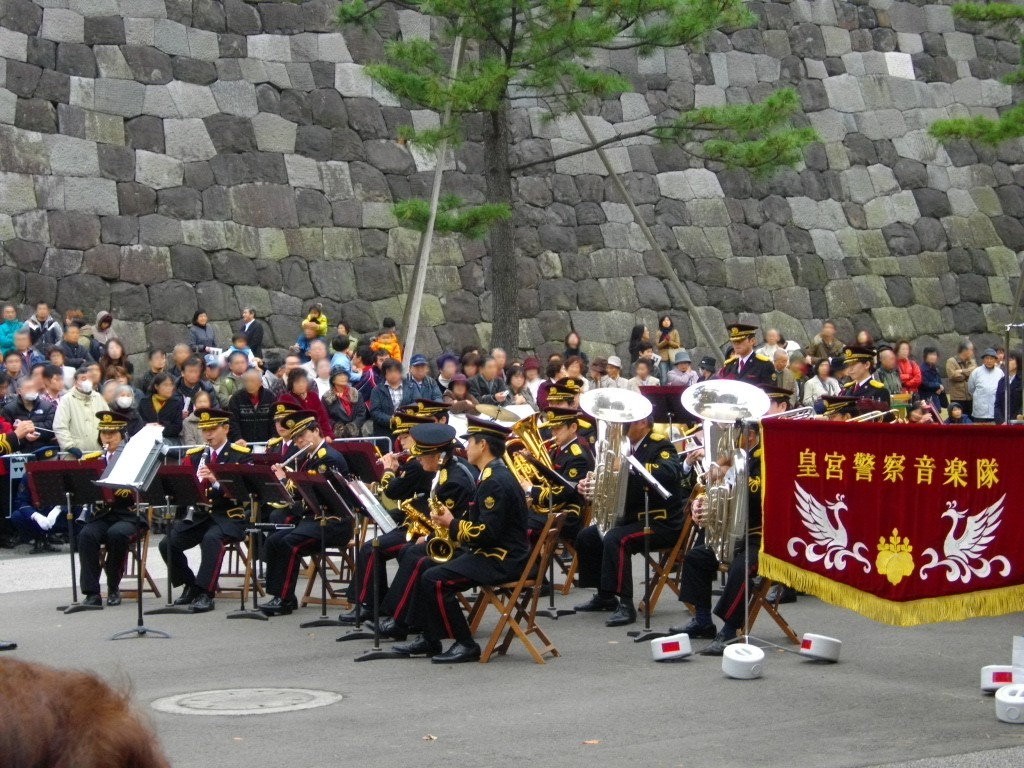
皇宮警察音楽隊

警察音楽隊（けいさつおんがくたい）とは、音楽の演奏を通じて県民と警察との融和をはかり、警察活動の広報にあたるための警察官等によって編成されている部隊のこと。本項では日本の警察音楽隊について説明する。

## 沿革

### 戦前

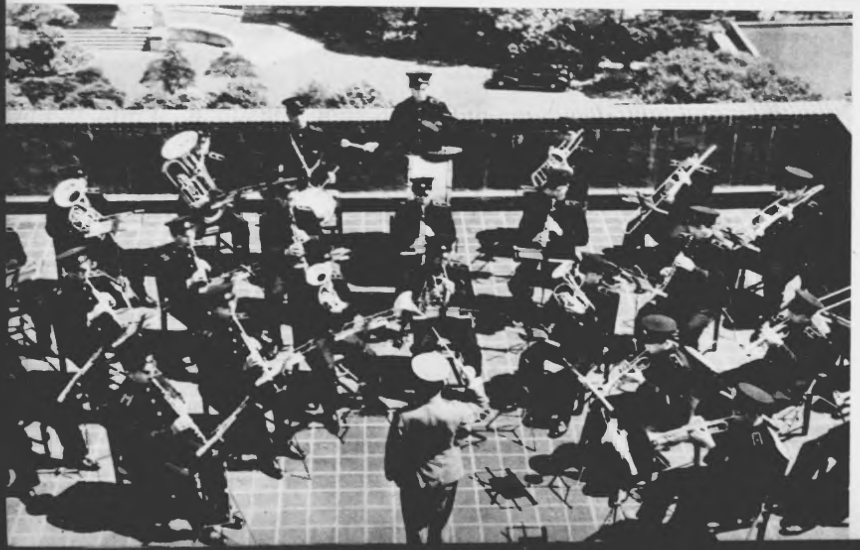
警視廳音樂隊（1938年）

1934年1月、神奈川県警察部警務課内に音楽隊が総員8名にて発足した。次いで1936年12月に、警視庁では陸軍戸山学校軍楽隊から楽長要員として上羽仙松という人物を迎え入れ、11名の編成で警視庁音楽隊が発足した。翌1937年5月には大阪府警察音楽隊が、大阪府警察部教養課の一部門として発足した。
しかし戦争の激化に伴い、音楽隊員が相次いで軍に召集されて演奏活動が困難となり、神奈川県警音楽隊は1937年12月に解散。警視庁音楽隊も1941年7月31日に一時解散。大阪府警音楽隊も1943年9月に一時解散。

### 戦後
1945年10月に大阪府警音楽隊が再発足。次いで、1947年に宮崎県警音楽隊が創設。また、1948年5月5日には警視庁音楽隊も40名の編成で再発足。さらに神奈川県警音楽隊も、1950年2月4日に再発足した（当時は横浜市警察音楽隊として結成されたが、1950年の警察制度改正により現名称となった）。以後、全国各都道府県および皇宮警察に次々と音楽隊が編成され、1980年の鳥取県警察音楽隊の設立で全47都道府県に警察音楽隊が揃った。1952年発足の皇宮警察本部音楽隊も含めれば、全国で48隊ある。

## 専務隊・兼務隊

### 専務隊

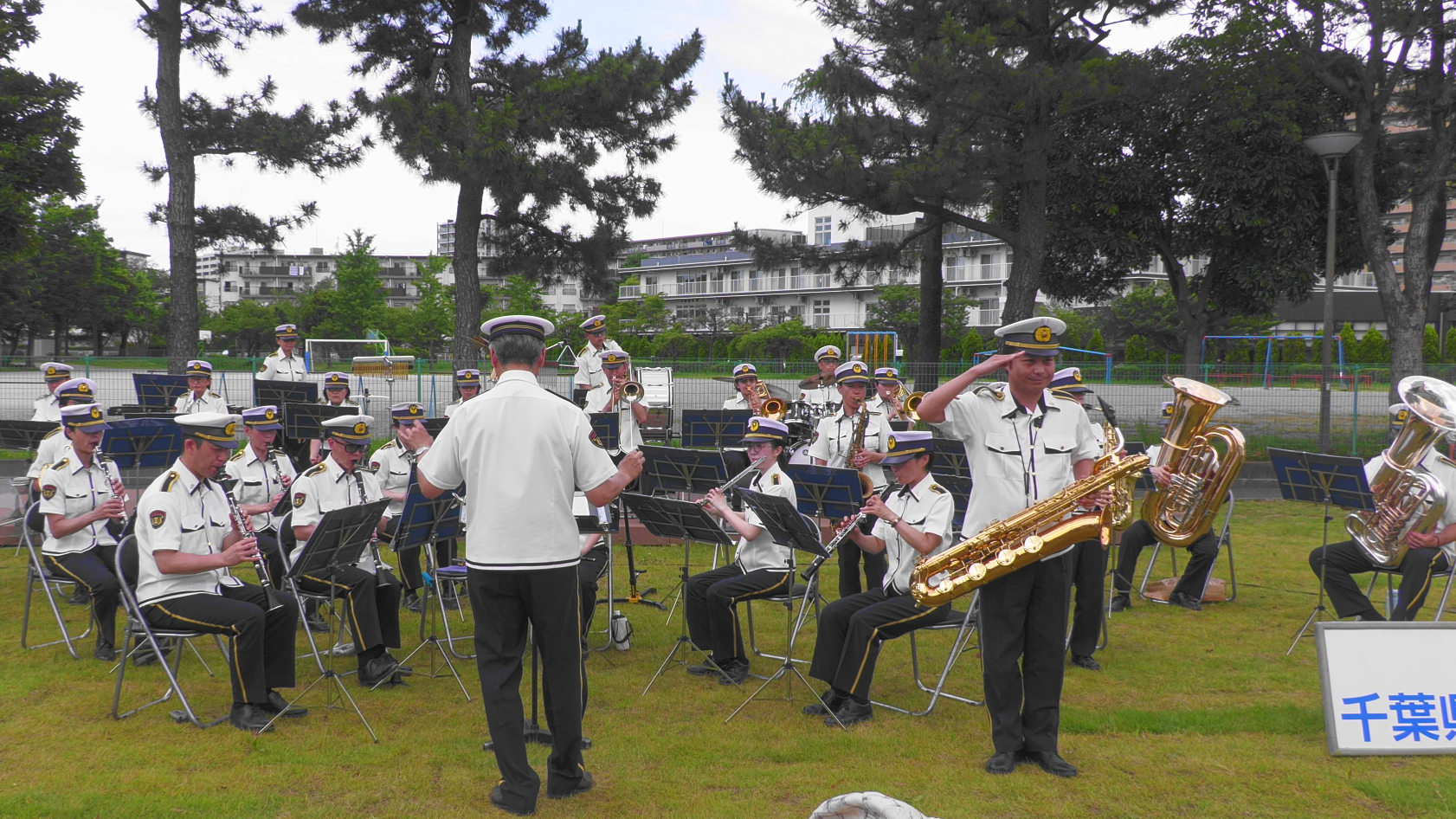
千葉県警音楽隊（2025年6月）

警察音楽隊のうち音楽活動を専門とする専務隊で運営されているのは、北海道警、埼玉県警、警視庁、千葉県警、神奈川県警、静岡県警、愛知県警、京都府警、大阪府警、兵庫県警、福岡県警の11都道府県警察。日本では、数少ないプロミュージシャンの公務員である。
隊員は警察官である場合が多い。警視庁音楽隊の場合、隊長は外部から招聘した警察職員（一般職）であるが、副隊長、副長、隊員は一般の警察官として配属された後に入隊する。
埼玉県警音楽隊の場合、全隊員の身分は警察職員（一般職、採用区分は技術職員）である。神奈川県警、千葉県警等は約半数の隊員が警察官、残りが一般職である。採用に際しては、通常の公務員試験の他、音楽隊が直接行うオーディションに合格する必要がある。
隊長や楽長等の指揮者や音楽指導者は外部から招聘した警察職員（一般職）の場合もある。

### 兼務隊
前述の府県以外の音楽隊は警察官の通常業務を兼ねている兼務隊である。
兼務先として多いのは総務部広報課（音楽隊を所掌しているため）や交通機動隊や機動隊（福島県警等）、管区機動隊（滋賀県警機動警察隊）、自動車警ら隊等の警察本部の執行隊か本部周辺の警察署地域課員である。
皇宮警察本部音楽隊は兼務隊である。

## 各音楽隊の概況
| 名称               | 創設時期               | 人数（カラーガード隊含む） | 備考 |
| ------------------ | ---------------------- | -------------------------- | ---- |
| 北海道警察音楽隊   | 1956年                 | 約40名                     |      |
| 青森県警察音楽隊   | 1965年4月              |                            |      |
| 岩手県警察音楽隊   | 1965年                 | 約28名                     |      |
| 宮城県警察音楽隊   | 1951年3月              | 約34名                     |      |
| 秋田県警察音楽隊   |                        |                            |      |
| 山形県警察音楽隊   | 1962年4月              | 約26名                     |      |
| 福島県警察音楽隊   | 1954年（1973年再発足） | 約28名                     |      |
| 茨城県警察音楽隊   | 1962年4月              | 約33名                     |      |
| 栃木県警察音楽隊   | 1972年                 |                            |      |
| 群馬県警察音楽隊   | 1958年8月              | 約38名                     |      |
| 埼玉県警察音楽隊   | 1958年5月              |                            |      |
| 千葉県警察音楽隊   | 1970年                 |                            |      |
| 警視庁音楽隊       | 1948年                 |                            |      |
| 神奈川県警察音楽隊 | 1950年                 | 約49名                     |      |
| 新潟県警察音楽隊   | 1952年                 |                            |      |
| 富山県警察音楽隊   | 1958年4月              |                            |      |
| 石川県警察音楽隊   | 1970年                 | 約31名                     |      |
| 福井県警察音楽隊   | 1954年                 |                            |      |
| 山梨県警察音楽隊   | 1950年                 |                            |      |
| 長野県警察音楽隊   | 1952年11月             |                            |      |
| 岐阜県警察音楽隊   | 1951年8月              |                            |      |
| 静岡県警察音楽隊   | 1956年11月             |                            |      |
| 愛知県警察音楽隊   | 1949年1月10日          | 約40名                     |      |
| 三重県警察音楽隊   | 1955年                 | 約33名                     |      |
| 滋賀県警察音楽隊   | 1959年3月              |                            |      |
| 京都府警察音楽隊   | 1949年2月              |                            |      |
| 大阪府警察音楽隊   | 1937年5月              |                            |      |
| 兵庫県警察音楽隊   | 1951年9月              |                            |      |
| 奈良県警察音楽隊   | 1950年                 | 約28名                     |      |
| 和歌山県警察音楽隊 | 1963年3月27日          |                            |      |
| 鳥取県警察音楽隊   | 1956年                 | 約22名                     |      |
| 島根県警察音楽隊   | 1952年5月              | 約23名                     |      |
| 岡山県警察音楽隊   | 1948年                 | 約38名                     |      |
| 広島県警察音楽隊   | 1950年5月1日           | 約27名                     |      |
| 山口県警察音楽隊   | 1948年8月5日           |                            |      |
| 徳島県警察音楽隊   | 1950年12月             | 約26名                     |      |
| 香川県警察音楽隊   | 1959年11月             | 約28名                     |      |
| 愛媛県警察音楽隊   | 1951年2月              | 約29名                     |      |
| 高知県警察音楽隊   |                        |                            |      |
| 福岡県警察音楽隊   | 1950年                 | 約38名                     |      |
| 佐賀県警察音楽隊   | 1979年                 |                            |      |
| 長崎県警察音楽隊   | 1950年1月              |                            |      |
| 熊本県警察音楽隊   |                        | 約24名                     |      |
| 大分県警察音楽隊   | 1960年12月             |                            |      |
| 宮崎県警察音楽隊   | 1947年                 |                            |      |
| 鹿児島県警察音楽隊 | 1948年4月              | 約34名                     |      |
| 沖縄県警察音楽隊   | 1978年                 |                            |      |
| 皇宮警察音楽隊     | 1952年12月             |                            |      |

## 全国警察音楽隊演奏会
1956年、当時の警視庁音楽隊長・山口常光が発案し、警察庁に働きかけて実現したもので、全国の警察音楽隊が一堂に会し、国民と警察の融和を図り、音楽を通じて警察に対する国民の理解と信頼を深めることを目的として開催されている。
例年、市内パレードやステージ演奏・フロアドリルが催される。
当初は「全国警察音楽隊演奏発表会」という名称だったが、第9回からは現在の名称に改められている。
また、主催は第1回が警察協会のみだったのが、第2回以降は開催地の都道府県警察・警察庁・警察協会が主催している。

### 開催履歴
| 回数   | 年月日                            | 開 催 都道府県       | 会場 | 参加 隊数 | 参加 人数                     |
| ------ | --------------------------------- | -------------------- | --- | --------- | ----------------------------- |
| 第1回  | 1956年（昭和31年） 5月17日～19日  | 東京都               | | 11隊      |                               |
| 第2回  | 1957年（昭和32年） 5月17日～20日  | 東京都 神奈川県      | | 8隊       |                               |
| 第3回  | 1958年（昭和33年） 5月16日～18日  | 東京都               | | 8隊       |                               |
| 第4回  | 1959年（昭和34年） 5月22日～24日  | 東京都               | | 9隊       |                               |
| 第5回  | 1960年（昭和35年） 5月20日～22日  | 大阪府 京都府 兵庫県 | | 7隊       |                               |
| 第6回  | 1961年（昭和36年） 5月19日～21日  | 東京都 神奈川県      | | 9隊       |                               |
| 第7回  | 1962年（昭和37年） 5月19日・20日  | 東京都               | | 9隊       |                               |
| 第8回  | 1963年（昭和38年） 5月11日～14日  | 福岡県               | | 11隊      |                               |
| 第9回  | 1964年（昭和39年） 5月9日・10日   | 神奈川県             | | 11隊      |                               |
| 第10回 | 1965年（昭和40年） 10月16日～18日 | 愛知県 岐阜県 三重県 | | 14隊      |                               |
| 第11回 | 1966年（昭和41年） 10月22日・23日 | 広島県               | | 12隊      |                               |
| 第12回 | 1967年（昭和42年） 10月7日・8日   | 宮城県               | | 11隊      |                               |
| 第13回 | 1968年（昭和43年） 8月24日・25日  | 北海道               | | 12隊      | 455名                         |
| 第14回 | 1969年（昭和44年） 8月11日・12日  | 香川県               | | 16隊      |                               |
| 第15回 | 1970年（昭和45年） 9月18日・19日  | 東京都               | | 20隊      |                               |
| 第16回 | 1971年（昭和46年） 10月23日・24日 | 兵庫県               | | 18隊      |                               |
| 第17回 | 1972年（昭和47年） 11月25日～27日 | 愛知県               | | 19隊      |                               |
| 第18回 | 1973年（昭和48年） 11月17日・18日 | 福岡県               | | 20隊      |                               |
| 第19回 | 1974年（昭和49年） 5月17日・18日  | 東京都               | | 21隊      |                               |
| 第20回 | 1975年（昭和50年） 10月4日・5日   | 大阪府               | | 20隊      |                               |
| 第21回 | 1976年（昭和51年） 10月2日・3日   | 神奈川県             | | 21隊      |                               |
| 第22回 | 1977年（昭和52年） 10月8日・9日   | 広島県               | 広島郵便貯金会館 （大演奏会とステージ・ドリルの祭典：8日） 広島県立体育館 （フロアー・ドリルの祭典：9日）                                             | 20隊      | 800人                         |
| 第23回 | 1978年（昭和53年） 10月28日・29日 | 宮城県               | 宮城県民会館 （大演奏会とステージ・ドリルの祭典：28日） 宮城県スポーツセンター （フロアー・ドリルの祭典：29日）                                       | 29隊      |                               |
| 第24回 | 1979年（昭和54年） 10月13日・14日 | 兵庫県               | 神戸文化ホール （大演奏会とステージドリルの祭典：13日） 神戸市立中央体育館 （フロアドリル大会：14日）                                                 | 33隊      |                               |
| 第25回 | 1980年（昭和55年） 9月13日・14日  | 東京都               | 東京体育館 （大演奏会とフロアドリルの祭典：13日） 日比谷公会堂 （演奏会とステージドリルの祭典：14日）                                                 | 38隊      | 1,456人                       |
| 第26回 | 1981年（昭和56年） 10月17日・18日 | 愛知県               | 愛知県体育館 （大演奏会とステージ・ドリルの祭典：17日） （フロア・ドリルの祭典：18日）                                                                | 30隊      | 1,167人 （うち女性隊員193人） |
| 第27回 | 1982年（昭和57年） 8月21日・22日  | 北海道               | 北海道厚生年金会館 （演奏会とステージドリルの祭典：21日） 真駒内屋内競技場 （フロア・ドリルの祭典：18日）                                             | 29隊      | 1,200人                       |
| 第28回 | 1983年（昭和58年） 10月22日・23日 | 愛媛県               | 松山市民会館 （大演奏会とステージ・ドリルの祭典：22日） 愛媛県総合運動公園体育館 （フロア・ドリルの祭典：23日）                                       | 30隊      | 1,200人                       |
| 第29回 | 1984年（昭和59年） 11月10日・11日 | 京都府               | 京都会館第一ホール （演奏会とステージ・ドリルの祭典：10日） 京都府立体育館 （フロアドリルの祭典：11日）                                               | 24隊      | 1,000人 （うち女性隊員180人） |
| 第30回 | 1985年（昭和60年） 5月4日・5日    | 福岡県               | 福岡サンパレスホール （演奏とステージ・ドリルの祭典：4日） 福岡国際センター （フロア・ドリルの祭典：5日）                                             | 28隊      | 1,194人 （うち女性隊員219人） |
| 第31回 | 1986年（昭和61年） 10月4日・5日   | 大阪府               | 大阪城ホール 大阪城桜門 - 大手門 - 京橋口 | 30隊      | 1,235人                       |
| 第32回 | 1987年（昭和62年） 10月3日・4日   | 神奈川県             | 神奈川県民ホール （演奏とステージ・ドリルの祭典：3日） 横浜文化体育館 （フロア・ドリルの祭典：4日）                                                   | 27隊      | 1,300人                       |
| 第33回 | 1988年（昭和63年） 5月3日・4日    | 広島県               | 広島サンプラザ（演奏とドリルの祭典） | 29隊      | 1,200人                       |
| 第34回 | 1989年（平成元年） 4月8日・9日    | 兵庫県               | 神戸ポートアイランドホール （演奏とドリルの祭典） | 30隊      | 1,300人                       |
| 第35回 | 1990年（平成2年） 10月6日・7日    | 宮崎県               | | 31隊      | 1,400人                       |
| 第36回 | 1991年（平成3年） 6月1日・2日     | 東京都               | | 36隊      | 1,600人                       |
| 第37回 | 1992年（平成4年） 10月24日・25日  | 宮城県               | | 37隊      | 1,700人                       |
| 第38回 | 1993年（平成5年） 7月31日・8月1日 | 福井県               | | 37隊      | 1,700人                       |
| 第39回 | 1994年（平成6年） 9月17日・18日   | 三重県               | | 39隊      |                               |
| 第40回 | 1995年（平成7年） 9月9日・10日    | 千葉県               | 幕張メッセ・イベントホール | 40隊      | 1,850人                       |
| 第41回 | 1996年（平成8年） 9月14日・15日   | 北海道               | 真駒内アイスアリーナ | 41隊      | 1,700人                       |
| 第42回 | 1997年（平成9年） 4月19日・20日   | 鹿児島県             | 鹿児島アリーナ | 40隊      |                               |
| 第43回 | 1998年（平成10年） 6月13日・14日  | 徳島県               | | 24隊      |                               |
| 第44回 | 1999年（平成11年） 10月16日・17日 | 愛知県               | | 25隊      |                               |
| 第45回 | 2001年（平成13年） 9月22日・23日  | 山口県               | 山口きらら博会場（22日） 山口スポーツ文化センター（23日）                                                                                             | 26隊      |                               |
| 第46回 | 2002年（平成14年） 10月12日・13日 | 沖縄県               | 沖縄県立武道館 | 23隊      | 900人                         |
| 第47回 | 2004年（平成16年） 10月9日・10日  | 岐阜県               | 岐阜メモリアルセンター 長良川国際会議場 | 35隊      | 1,200名                       |
| 第48回 | 2007年（平成19年） 5月26日・27日  | 宮崎県               | 橘通り（パレード・ストリート音楽祭：26日） 宮崎県立芸術劇場 （コンサートの部：26日、ステージドリルの部：27日） 宮崎県立美術館周辺特設ステージ（27日） | 29隊      | 1,021名                       |